# Jerónimo Velasco
Jerónimo Velasco (Haro, ? - Oviedo, 16 de agosto de 1566) fue un eclesiástico español que llegó a ser obispo de Oviedo, Asturias.
En 1556 fue promovido para el puesto de obispo de Oviedo manteniéndose en el cargo hasta su fallecimiento el 16 de agosto de 1566.
| Predecesor: Cristóbal Rojas Sandoval | Obispo de Oviedo 1556 – 1566 | Sucesor: Juan Ayora |